# Braves de Boston (LAH)
Pour les articles homonymes, voir Brave.
Les Braves de Boston sont une ancienne franchise professionnelle de hockey sur glace de la Ligue américaine de hockey.

## Histoire
Le début des années 1970 voit une impressionnante ferveur envers le hockey se développer à Boston grâce aux talents conjugués de Bobby Orr et Phil Esposito des Bruins de Boston. Les matchs des Bruins ayant été joués à guichets fermés depuis des années, les propriétaires pensent qu'amener leur équipe affiliée au sein de la même patinoire peut être bénéfique et populaire (leur ancien club-école était les Blazers d'Oklahoma City qui évoluaient dans la Ligue centrale de hockey).
La nouvelle franchise ainsi créée reprend le nom d'une ancienne équipe de baseball basée à Boston jusque dans les années 1950. La première saison de l'équipe est un succès. Emmené par de futurs joueurs de la LNH tel Daniel Bouchard ou de l'Association mondiale de hockey comme Richard Leduc, le club termine premier ex æquo de sa division avec les Voyageurs de la Nouvelle-Écosse terminant la saison avec 41 victoires, 21 défaites et 14 matchs nuls. Ce succès rend la franchise suffisamment populaire pour qu'elle établisse le record d'affluence pour un match et en saison régulière.
À sa deuxième saison, la compétition que se livrent les deux grandes ligues majeures, la LNH et l'AMH ainsi que l'expansion de la LNH font fuir les meilleurs talents. L'équipe marque moins de buts et gagne moins de matchs, la fréquentation est en baisse.
Lors de la troisième et dernière saison de la franchise, la défense est encore pire au point que l'équipe termine avec un bilan de seulement 23 victoires pour 40 défaites et 13 matchs nuls ce qui lui interdit l'accès aux séries éliminatoires.
Le public étant de moins en moins au rendez-vous, la direction des Bruins décide de suspendre les activités des Braves et d'affilier l'équipe de LNH aux Americans de Rochester. Les Bruins gardent les droits sur les Braves jusqu'en 1987 où ils les cèdent aux Jets de Winnipeg qui relocalisent l'équipe à Moncton sous le nom de Hawks de Moncton.

## Statistiques de saisons
| Saison    | PJ | V  | D  | N  | Pts | BP  | BC  | Classement Final | Séries éliminatoires |
| --------- | -- | -- | -- | -- | --- | --- | --- | ---------------- | -------------------- |
| 1971-1972 | 76 | 41 | 21 | 14 | 96  | 260 | 191 | 1er East         | Éliminés en 2e ronde |
| 1972-1973 | 76 | 34 | 20 | 13 | 81  | 248 | 256 | 2e East          | Éliminés en 2e ronde |
| 1973-1974 | 76 | 23 | 30 | 13 | 59  | 239 | 297 | 5e North         | Non qualifiés        |

## Entraîneurs
- Bep Guidolin (1971-1972)
- Matt Ravlich (1972-1974)
- Ron Boehm (1972-1973)

## Records d'équipe

### En une saison
Buts : 41 Ron Anderson (1972-1973)
Aides : 51 Doug Gibson (1973-1974)
Points : 82 Doug Gibson (1973-1974)
Minutes de pénalité : 161 Fred O'Donnell (1971-1972)

### En carrière
Buts : 68 Bob Gryp
Aides : 80 Richard Leduc
Points : 144 Richard Leduc
Minutes de pénalité : 227 Richard Leduc
Nombre de parties : 214 Neil Murphy